# Finale UEFA Europa League 2023
De UEFA Europa Leaguefinale van het seizoen 2022/23 was de 52ste eindstrijd van het secundaire toernooi van het Europees clubvoetbal en de 14de sinds de naamsverandering. De voetbalwedstrijd werd op woensdag 31 mei 2023 gespeeld tussen het Spaanse Sevilla FC en het Italiaanse AS Roma in de Puskás Aréna te Boedapest met Anthony Taylor als scheidsrechter. Na een doelpunt van Paulo Dybala en een eigen doelpunt van Gianluca Mancini won Sevilla FC de strafschoppenserie met 4–1. Sevilla FC won voor een zevende keer de UEFA Europa League, nam de titel over van Eintracht Frankfurt en kwalificeerde zich voor de groepsfase van de UEFA Champions League 2023/24 en de UEFA Super Cup 2023.

## Organisatie

### Stadion

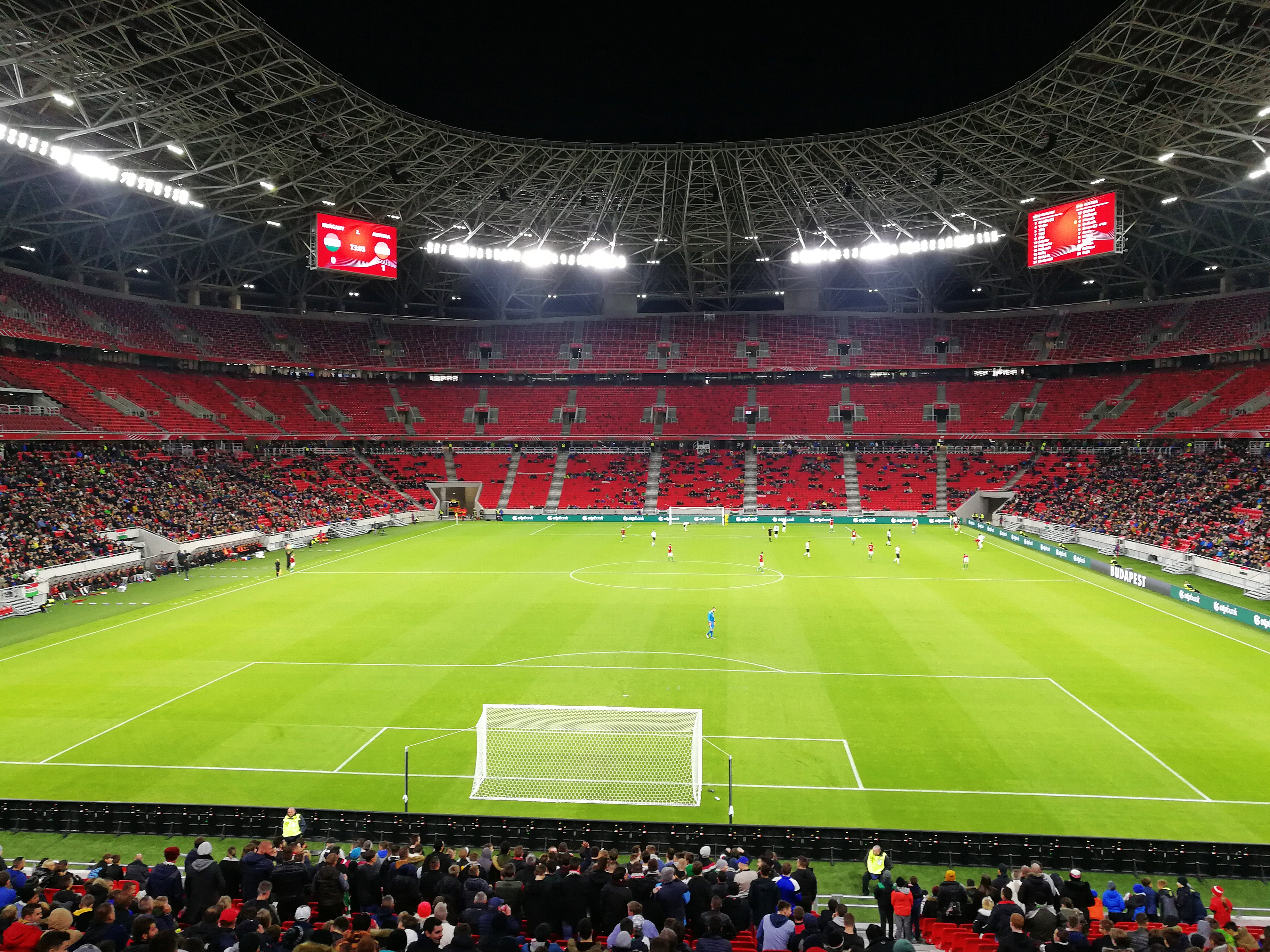
De finale werd gespeeld in de Puskás Aréna.

De UEFA wees de Puskás Aréna te Boedapest in maart 2020 aan als stadion om de UEFA Europa Leaguefinale van 2022 in te laten spelen. In juni 2020 werd besloten om de finale van 2020 wegens de coronacrisis te laten spelen in het RheinEnergieStadion te Keulen in plaats van in het Stadion Arena Gdańsk te Gdańsk, waardoor stadions die de UEFA Europa Leaguefinales tussen 2020 en 2022 zouden organiseren een jaar later pas de UEFA Europa Leaguefinale zouden organiseren. Zodoende zou de finale van 2023 gespeeld worden in de Puskás Aréna. Dat stadion werd in 2019 geopend en werd sindsdien bespeeld door het Hongaars voetbalelftal. Het biedt plaats aan ongeveer 63.000 toeschouwers. Eerder werden al de UEFA Super Cup 2020 en vier wedstrijden op het EK 2020 gespeeld in het stadion. Bovendien werd de finale van de UEFA Women's Champions League in 2019 gespeeld in Boedapest, in de Groupama Arena.

### Scheidsrechter
DE UEFA maakte op 22 mei 2023 bekend dat de Engelsman Anthony Taylor was aangesteld als scheidsrechter voor de finale. Eerder was hij de scheidsrechter bij de UEFA Super Cup 2020 en de UEFA Nations Leaguefinale van 2021. In het UEFA Europa Leagueseizoen 2022/23 had hij al de terugwedstrijd van de kwartfinale tussen AS Roma en Feyenoord gefloten. Taylors landgenoten Gary Beswick, Adam Nunn en Michael Oliver werden aangesteld als de assistent-scheidsrechters en de vierde official. Ook de videoscheidsrechter, Stuart Attwell, en zijn assistent, Chris Kavanagh zijn Engels.

### Ambassadeur
Voormalig voetballer Zoltán Gera was de ambassadeur van de finale. Hij speelde 97 wedstrijden voor het Hongaars voetbalelftal en speelde met Fulham FC in de UEFA Europa Leaguefinale in 2010. Als ambassadeur van de finale was hij aanwezig bij lotingen van het UEFA Europa League-seizoen.

## Voorgeschiedenis
Sevilla FC won elk van zijn zes eerdere finales in de UEFA Europa League, tegen Middlesbrough FC in 2006, RCD Espanyol in 2007, SL Benfica in 2014, FK Dnipro in 2015, Liverpool FC in 2016 en Internazionale in 2020. In andere Europese competities, behalve de UEFA Super Cup, speelde Sevilla FC nooit eerder een finale. De laatste Spaanse club in een UEFA Europa Leaguefinale was Villarreal CF, dat in 2021 op strafschoppen won van Manchester United. AS Roma stond drie keer eerder in finales van de UEFA. In 1984 verloor AS Roma in de Europacup I op strafschoppen van Liverpool FC, in 1991 verloor AS Roma in de UEFA Cup van Internazionale en in 2022 won het in de UEFA Europa Conference League van Feyenoord. De vorige Italiaanse club in een UEFA Europa Leaguefinale was Internazionale, dat in 2020 verloor van Sevilla FC.
Sevilla FC en AS Roma speelden één keer eerder tegen elkaar, ook toen in de UEFA Europa League. In de achtste finales in 2020, die gespeeld werd over één wedstrijd in de Schauinsland-Reisen-Arena wegens de coronacrisis, zorgden doelpunten van Sergio Reguilón en Youssef En-Nesyri voor een 2–0 zege voor Sevilla FC. Sevilla FC won in totaal 8 en verloor 5 van zijn 16 eerdere wedstrijden tegen Italiaanse clubs, waarvan de meest recente na een verlenging werd gewonnen van Juventus FC in de halve finales van 2023. Eén keer eerder trof Sevilla FC een Italiaanse club in een finale. Dat was Internazionale in de UEFA Europa Leaguefinale van 2020. AS Roma won 12 en verloor 20 van zijn 39 eerdere wedstrijden tegen Spaanse tegenstanders in competities van de UEFA, waarvan de meest recente werd gelijkgespeeld tegen Real Sociedad in de achtste finales van 2023. AS Roma treft voor het eerst een Spaanse club in een finale. Twee keer eerder ging de UEFA Europa Leaguefinale tussen een Spaanse en een Italiaanse club. In 1977 won Juventus FC van Athletic Bilbao en in 2020 won Sevilla FC van Internazionale.
José Mourinho trainde twee keer, beide keren succesvol, eerder een team in de UEFA Europa Leaguefinale: hij won met FC Porto de finale van 2003 en met Manchester United de finale van 2017. Daarnaast trainde Mourinho nog drie keer een Europese finale, ook telkens succesvol: in de UEFA Champions League met FC Porto in 2004 en met Internazionale in 2010 en in de UEFA Europa Conference League met AS Roma in 2022 tegen Feyenoord. Als trainer van Real Madrid en Manchester United trof Mourinho in zijn trainerscarrière Sevilla FC tien keer eerder. De elftallen van Mourinho wonnen zeven en verloren twee van die wedstrijden. José Luis Mendilibar stond als trainer nooit eerder in een Europese finale of tegenover AS Roma. Mourinho en Mendilibar troffen elkaar vier keer tussen 2011 en 2013, toen Mourinho trainer was van Real Madrid en Mendilibar van CA Osasuna. Mourinho's Real Madrid won drie van de wedstrijd en de andere wedstrijd eindigde in een gelijkspel.
Sevilla FC speelde twee keer eerder in Hongarije, beide keren in Boedapest. In 2018 won het met 1–3 tegen Újpest FC in het Szusza Ferencstadion in de UEFA Europa League-kwalificatie en in 2020 verloor het in de Puskás Aréna na een verlenging van Bayern München om de UEFA Super Cup. AS Roma speelde nooit eerder in een competitie van de UEFA in Hongarije. Erik Lamela was tijdens de finale speler van Sevilla FC, maar speelde tussen 2011 en 2013 voor AS Roma.

## Weg naar de finale
| Pos | Team              | Wed | Ptn |
| --- | ----------------- | --- | --- |
| 1   | Manchester City   | 6   | 14  |
| 2   | Borussia Dortmund | 6   | 9   |
| 3   | Sevilla FC        | 6   | 5   |
| 4   | FC Kopenhagen     | 6   | 3   |

| Pos | Team            | Wed | Ptn |
| --- | --------------- | --- | --- |
| 1   | Real Betis      | 6   | 16  |
| 2   | AS Roma         | 6   | 10  |
| 3   | PFK Loedogorets | 6   | 7   |
| 4   | HJK Helsinki    | 6   | 1   |

### Sevilla FC

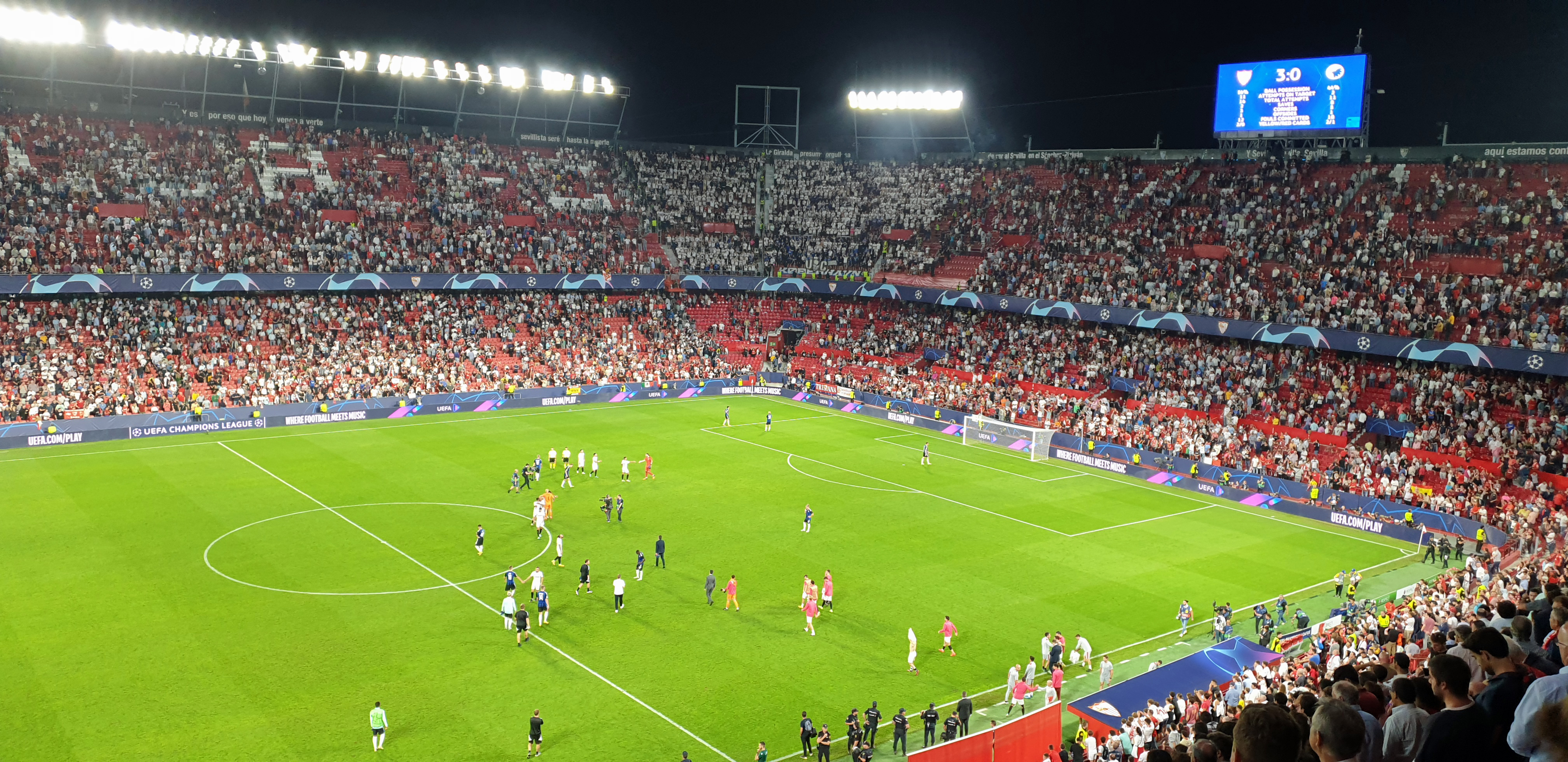
Het Estadio Ramón Sánchez Pizjuán vlak na de groepswedstrijd tegen FC Kopenhagen.

Sevilla FC plaatste zich met de vierde plaats in de Primera División 2021/22 voor de groepsfase van de UEFA Champions League en werd ingedeeld in een groep met Manchester City, Borussia Dortmund en FC Kopenhagen. De openingswedstrijd, in eigen huis tegen Manchester City, verliep teleurstellend. Erling Haaland zette Manchester City voor de rust op een voorsprong en in de tweede helft breidden Phil Foden, Haaland en Rúben Dias de score uit tot 0–4. In de eerste uitwedstrijd, in Kopenhagen, kwamen beide teams niet tot scoren, ondanks kansen voor onder anderen Ivan Rakitić en Youssef En-Nesyri, waardoor beide teams een punt pakten. Toen Borussia Dortmund op bezoek kwam, incasseerde Sevilla FC al binnen zes minuten een doelpunt van Raphaël Guerreiro en zorgden Jude Bellingham en Karim Adeyemi aan het eind van de eerste helft voor een 0–3 ruststand. Binnen zes de minuten na de rust deed En-Nesyri wat terug met een kopbal uit een hoekschop van Alex Telles, maar Julian Brandt besliste het duel in de 75ste minuut door een voorzet van Youssoufa Moukoko binnen te koppen. In de uitwedstrijd tegen Borussia Dortmund zes dagen later kwam Sevilla FC op een voorsprong via het hoofd van Tanguy Nianzou uit een hoekschop van Rakitić, maar Bellingham maakte in de 35ste minuut gelijk. Geen van beide teams maakte in de tweede helft een winnende treffer. In de thuiswedstrijd tegen FC Kopenhagen raakte William Clem de paal namens de bezoekers en werd de score na een uur geopend door een kopbal van En-Nesyri. Nadat Kevin Diks voor FC Kopenhagen de lat raakte, werd de wedstrijd in de slotfase beslist door doelpunten van Isco en Gonzalo Montiel, waarna FC Kopenhagen de laatste twee minuten moest uitspelen met tien man door een rode kaart voor Davit Khocholava. Met de 3–0 zege verzekerde Sevilla FC zich van Europees voetbal na de winterstop. Door een gelijkspel tussen Manchester City en Borussia Dortmund later op de avond degradeerde Sevilla FC echter naar de UEFA Europa League. In de slotwedstrijd van de groepsfase kopte Rafa Mir de Spanjaarden in het Etihad Stadium naar een voorsprong op Manchester City bij de rust, maar in de tweede helft zorgden doelpunten van Rico Lewis, Julián Álvarez en Riyad Mahrez voor een overwinning van Manchester City.
In de tussenronde van de UEFA Europa League werd Sevilla FC gekoppeld aan PSV. In de blessuretijd van de eerste helft schoot En-Nesyri Sevilla FC op een voorsprong die binnen tien minuten na de rust werd uitgebreid tot 3–0 door Lucas Ocampos en Nemanja Gudelj. In Eindhoven maakte Luuk de Jong in de 77ste minuut het openingsdoelpunt. Een tweede doelpunt van De Jong werd vier minuten later afgekeurd wegens buitenspel. Vervolgens werd Marko Dmitrović op het veld aangevallen door een toeschouwer. Diep in de blessuretijd maakte Fábio Silva de aansluitingstreffer over twee wedstrijden, maar een gelijkmaker volgde niet en in de laatste seconden werd Mauro Júnior van het veld gestuurd. Sevilla FC nam het in de achtste finales op tegen Fenerbahçe SK. Joan Jordán schoot Sevilla FC in de thuiswedstrijd van afstand op een voorsprong en Erik Lamela maakte een tweede doelpunt. In het Şükrü Saracoğlustadion was een 1–0 zege voor Fenerbahçe SK door een benutte strafschop van Enner Valencia na een handsbal van Telles niet genoeg om Sevilla FC uit te schakelen en dus mocht Sevilla FC in de kwartfinales aantreden tegen Manchester United. Binnen een kwart van de wedstrijd op Old Trafford zette Marcel Sabitzer de Engelsen op een 2–0 voorsprong. In de slotfase van de wedstrijd kwam Sevilla FC langszij door eigen doelpunten van Tyrell Malacia en Harry Maguire. In de thuiswedstrijd bezorgde En-Nesyri zijn ploeg binnen acht minuten de leiding. Ocampos dacht nog voor de rust de 2–0 te hebben gemaakt, maar dat doelpunt werd afgekeurd wegens buitenspel. De 2–0 viel alsnog toen Loïc Badé vlak na de rust raak kopte uit een hoekschop van Rakitić. En-Nesyri besliste het duel van grote afstand met de 3–0. Sevilla FC streed vervolgens om een finaleplek met Juventus FC. In de Allianz Stadium opende En-Nesyri de score op aangeven van Ocampos. Toch won Sevilla FC de heenwedstrijd niet, omdat Federico Gatti in de laatste seconden de gelijkmaker binnen kopte. In de terugwedstrijd kwam Sevilla FC op een achterstand via Dušan Vlahović, maar een gelijkmaker van Suso dwong een verlenging af waarin Lamela met een kopbal het enige doelpunt maakte. Zodoende kwalificeerde Sevilla FC zich voor de finale.

### AS Roma

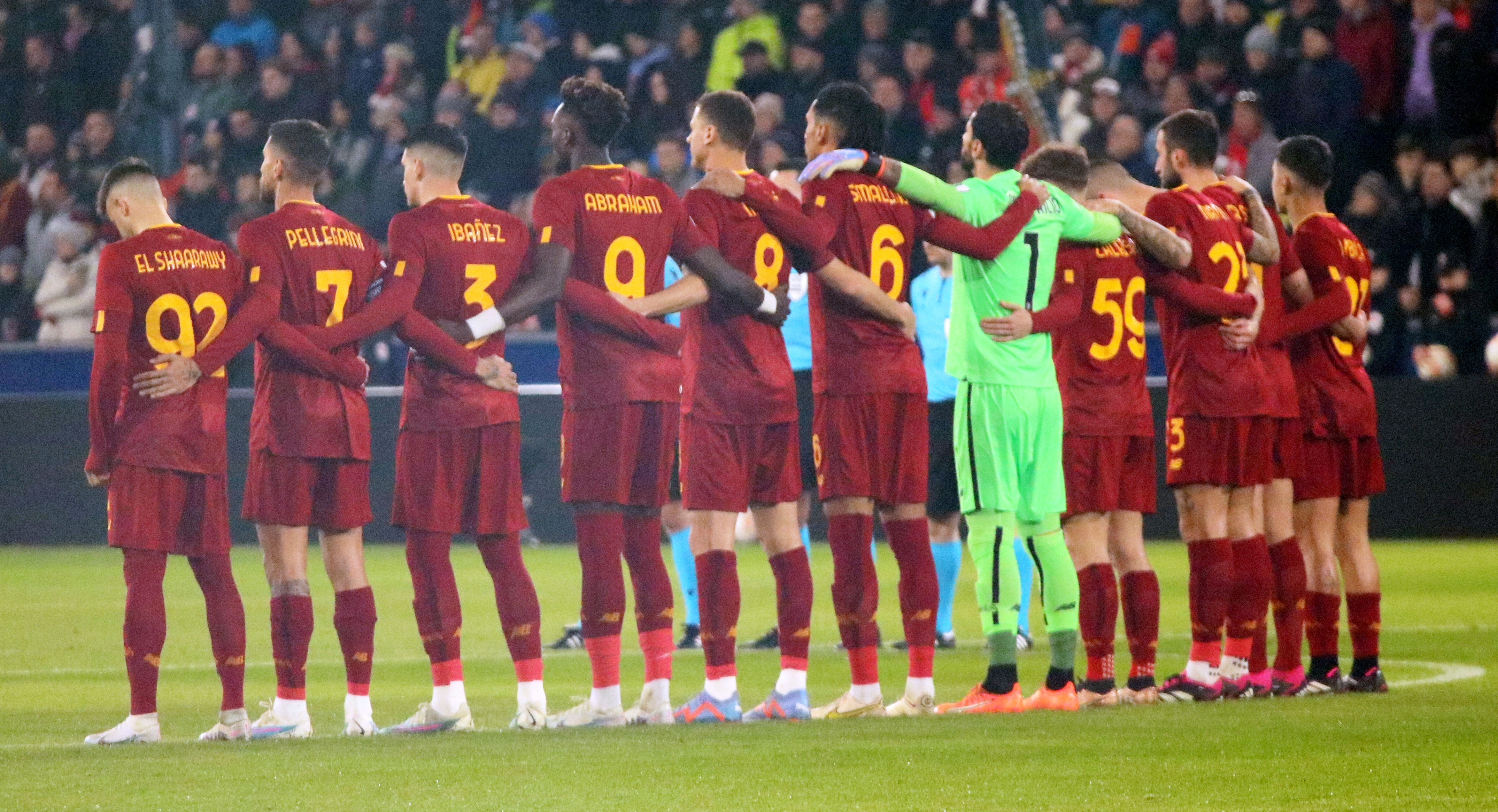
Het elftal van AS Roma voorafgaand aan de tussenronde tegen Red Bull Salzburg.

AS Roma plaatste zich voor de groepsfase van de UEFA Europa League als winnaar van de UEFA Europa Conference League 2021/22 en als nummer 6 van de Serie A 2021/22 en werd ingedeeld in een groep met PFK Loedogorets, Real Betis en HJK Helsinki. AS Roma opende de campagne met een teleurstellende nederlaag in Razgrad. Nadat Gianluca Mancini in de eerste helft op de paal kopte, zette Cauly de Bulgaren in de tweede helft op een voorsprong. Eldor Sjomoerodov maakte een late gelijkmaker, maar weer twee minuten later verzorgde Nonato het winnende doelpunt voor de thuisploeg. In de eerste thuiswedstrijd kwam tegenstander HJK Helsinki binnen een kwartier met tien man te staan na een overtreding van Miro Tenho op Andrea Belotti. Doelpunten van zomeraanwinst Paulo Dybala, Lorenzo Pellegrini en Belotti in de tweede helft bezorgden AS Roma een 3–0 overwinning. In eigen huis tegen Real Betis schoot Dybala de Romeinen vanaf de penaltystip naar een voorsprong, maar nog voor de rust schoot Guido Rodríguez van afstand de gelijkmaker binnen. Rondom de rust misten Nicolò Zaniolo en Bryan Cristante grote kansen om AS Roma op een nieuwe voorsprong te zetten. In de slotfase kopte Luiz Henrique aan de andere kant wel raak. In de blessuretijd werd Zaniolo van het veld gestuurd voor natrappen op Álex Moreno. Op bezoek bij Real Betis schoot Sergio Canales van afstand namens de Spanjaarden de openingstreffer binnen. Belotti maakte in de tweede helft gelijk, maar kon nieuw puntverlies van AS Roma niet voorkomen, waardoor de groepswinst aan AS Roma voorbij ging. Uit bij HJK Helsinki werd een openingsdoelpunt van Cristante afgekeurd wegens een overtreding, maar vlak voor de rust kopte Tammy Abraham die openingstreffer alsnog raak. Na de rust bracht Përparim Hetemaj de thuisploeg op gelijke hoogte, maar een eigen doelpunt van Arttu Hoskonen leverde AS Roma alle drie de punten op, mede doordat een werelddoelpunt van David Browne afgekeurd werd. AS Roma moest in de slotwedstrijd PFK Loedogorets verslaan om zich te plaatsen voor de knock-outfase. AS Roma had een achterstand bij de rust, maar in de tweede helft zette Pellegrini de Romeinen op een voorsprong met twee strafschoppen. Een gelijkmaker van Nonato werd afgekeurd, waarna Zaniolo het duel besliste en Olivier Verdon een rode kaart kreeg.
In de tussenronde werd AS Roma gekoppeld aan Red Bull Salzburg. Reddingen van Philipp Köhn en het houtwerk leken te zorgen voor een doelpuntloze avond in de Red Bull Arena, maar in de slotfase kopte Nicolás Capaldo namens het thuisteam raak uit een voorzet van Strahinja Pavlović. In het Olympisch Stadion zette AS Roma in de eerste helft de achterstand in het tweeluik om in een voorsprong via Belotti en Dybala, waarmee AS Roma zich plaatste voor de achtste finales, waarin Real Sociedad de tegenstander was. In de thuiswedstrijd zette AS Roma een grote stap richting de kwartfinales met doelpunten van Stephan El Shaarawy in het eerste kwartier en Marash Kumbulla in het laatste kwartier. In San Sebastián stuitte Mikel Oyarzabal op Rui Patrício en op de lat, waardoor AS Roma zijn voorsprong in het tweeluik succesvol verdedigde. In de slotseconden kreeg Carlos Fernández nog een tweede gele kaart na een opstootje met Chris Smalling. In de kwartfinales tegen Feyenoord schoot Pellegrini vlak voor de rust uit een strafschop op de paal, waarna Mats Wieffer enkele minuten na de rust raak schoot namens Feyenoord. Dat was het enige doelpunt van de heenwedstrijd, mede omdat een doelpoging van Roger Ibañez van de lijn werd gehaald. In AS Roma's thuiswedstrijd werd de score na een uur spelen geopend door Leonardo Spinazzola. Igor Paixão kopte Feyenoord vervolgens naar een nieuwe doelpunt in het tweeluik, maar een laat doelpunt van Dybala dwong een verlenging af. In die verlenging bezorgden El Shaarawy en Pellegrini AS Roma de overwinning en kreeg Santiago Giménez een rode kaart. In de halve finales tegen Bayer Leverkusen schoot Edoardo Bove in een rebound het enige doelpunt van het tweeluik binnen. In de heen- en terugwedstrijd zocht Bayer Leverkusen naar een doelpunt die een verlenging zou opleveren, maar Patricio werd geen enkele keer gepasseerd. Zodoende plaatste AS Roma zich voor de finale.

## Wedstrijd

### Verloop
Bij Sevilla FC speelde Marcos Acuña niet mee wegens een schorsing. Bij AS Roma startte Paulo Dybala na een blessure voor het eerst in bijna zeven weken in de basiself en was Marash Kumbulla geblesseerd. In de twaalfde minuut voorkwam Yassine Bounou dat Leonardo Spinazzola AS Roma op een voorsprong zette. Na 34 minuten zette Dybala de Romeinen alsnog met 0–1 voor. Vervolgens drong Sevilla FC aan. Zo schoot Ivan Rakitić vlak voor de rust van afstand op de paal. Binnen tien minuten na de rust vond AS Roma de gelijkmaker, toen een voorzet van Jesús Navas door Gianluca Mancini in zijn eigen doel werd gewerkt. Later kwam AS Roma uit een vrije trap van Lorenzo Pellegrini dicht bij een nieuwe voorsprong. In de 75ste minuut kreeg Sevilla FC een strafschop toegekend door Anthony Taylor voor een overtreding van Roger Ibañez op Lucas Ocampos, maar deze beslissing werd na ingrijpen van de videoscheidsrechter ingetrokken. Acht minuten later volleerde Andrea Belotti de bal uit een vrije trap van Pellegrini vlak naast het doel. In de laatste minuut van de wedstrijd waagden enkele spelers van Sevilla FC een doelpoging, maar zij konden niet voorkomen dat er een verlenging moest komen om de wedstrijd te beslissen. In de verlenging lag het spel veel stil en werden er enkele gele kaarten gegeven, waardoor er in de tweede helft van de verlenging nog twaalf minuten aan blessuretijd werd gespeeld. In de slotfase van die blessuretijd kopte Chris Smalling op de lat. In de strafschoppenserie die volgde, schoten Ocampos, Erik Lamela en Rakitić elk raak voor Sevilla FC. Bij AS Roma schoot Bryan Cristante eveneens raak, maar stuitte Mancini op Bounou en Ibañez op de paal. Rui Patrício stopte vervolgens de strafschop waarmee Gonzalo Montiel de wedstrijd had kunnen beslissen, maar Montiel mocht na ingrijpen van de videoscheidsrechter zijn strafschop opnieuw nemen en vond ditmaal wel het net.

### Details
|                           |                                |                                 |                          | |
| 31 mei 2023 21:00 (UTC+2) | Sevilla FC                     | 1 – 1 (n.v.) (0 – 1) 4 – 1 pen. | AS Roma                  | Stadion: Puskás Aréna, Boedapest Toeschouwers: 61.476 Scheidsrechter: Anthony Taylor Assistenten: Gary Beswick Assistenten: Adam Nunn Vierde official: Michael Oliver Video-assistent: Stuart Attwell AVAR: Chris Kavanagh Speler van de wedstrijd: Yassine Bounou |
| 31 mei 2023 21:00 (UTC+2) | Mancini 55' (e.d.)             | Verslag                         | 35' Dybala               | Stadion: Puskás Aréna, Boedapest Toeschouwers: 61.476 Scheidsrechter: Anthony Taylor Assistenten: Gary Beswick Assistenten: Adam Nunn Vierde official: Michael Oliver Video-assistent: Stuart Attwell AVAR: Chris Kavanagh Speler van de wedstrijd: Yassine Bounou |
| 31 mei 2023 21:00 (UTC+2) | Strafschoppen                  |                                 |                          | Stadion: Puskás Aréna, Boedapest Toeschouwers: 61.476 Scheidsrechter: Anthony Taylor Assistenten: Gary Beswick Assistenten: Adam Nunn Vierde official: Michael Oliver Video-assistent: Stuart Attwell AVAR: Chris Kavanagh Speler van de wedstrijd: Yassine Bounou |
| 31 mei 2023 21:00 (UTC+2) | Ocampos Lamela Rakitić Montiel |                                 | Cristante Mancini Ibañez | Stadion: Puskás Aréna, Boedapest Toeschouwers: 61.476 Scheidsrechter: Anthony Taylor Assistenten: Gary Beswick Assistenten: Adam Nunn Vierde official: Michael Oliver Video-assistent: Stuart Attwell AVAR: Chris Kavanagh Speler van de wedstrijd: Yassine Bounou |
|                           |                                |                                 |                          | |

| Sevilla FC | AS Roma |

| DM                   | 31 | Yassine Bounou    |             |
| RA                   | 16 | Jesús Navas       | 94'         |
| CV                   | 44 | Loïc Badé         |             |
| CV                   | 06 | Nemanja Gudelj    | 120+8'      |
| LA                   | 03 | Alex Telles       | 94'         |
| CM                   | 20 | Fernando          | 120+8'      |
| CM                   | 10 | Ivan Rakitić      | 65'         |
| RB                   | 55 | Lucas Ocampos     | 120+10'     |
| AM                   | 21 | Óliver Torres     | 46'         |
| LB                   | 25 | Bryan Gil         | 46'         |
| SP                   | 15 | Youssef En-Nesyri |             |
| Wisselspelers:       |    |                   |             |
| DM                   | 01 | Marko Dmitrović   |             |
| DM                   | 31 | Alberto Flores    |             |
| VD                   | 02 | Gonzalo Montiel   | 94' 120+4'  |
| VD                   | 04 | Karim Rekik       | 94'         |
| VD                   | 14 | Tanguy Nianzou    |             |
| VD                   | 23 | Marcão            | 120+8'      |
| MV                   | 08 | Joan Jordán       | 120' 120+8' |
| MV                   | 43 | Manu Bueno        |             |
| AV                   | 07 | Suso              | 46'         |
| AV                   | 12 | Rafa Mir          | 36'         |
| AV                   | 17 | Erik Lamela       | 46' 109'    |
| AV                   | 24 | Alejandro Gómez   |             |
| Coach:               |    |                   |             |
| José Luis Mendilibar |    |                   |             |

| DM                 | 01 | Rui Patrício        |          |
| CV                 | 23 | Gianluca Mancini    | 48'      |
| CV                 | 06 | Chris Smalling      |          |
| CV                 | 03 | Roger Ibañez        |          |
| CM                 | 04 | Bryan Cristante     | 65'      |
| CM                 | 08 | Nemanja Matić       | 21' 120' |
| RM                 | 19 | Zeki Çelik          | 74' 91'  |
| AM                 | 07 | Lorenzo Pellegrini  | 45' 106' |
| LM                 | 37 | Leonardo Spinazzola | 106'     |
| SP                 | 21 | Paulo Dybala        | 68'      |
| SP                 | 09 | Tammy Abraham       | 75'      |
| Wisselspelers:     |    |                     |          |
| DM                 | 63 | Pietro Boer         |          |
| DM                 | 99 | Mile Svilar         |          |
| VD                 | 02 | Rick Karsdorp       | 120+10'  |
| VD                 | 14 | Diego Llorente      | 106'     |
| VD                 | 59 | Nicola Zalewski     | 91' 105' |
| MV                 | 20 | Mady Camara         |          |
| MV                 | 25 | Georginio Wijnaldum | 68'      |
| MV                 | 52 | Edoardo Bove        | 120'     |
| MV                 | 62 | Cristian Volpato    |          |
| MV                 | 68 | Benjamin Tahirović  |          |
| AV                 | 11 | Andrea Belotti      | 75'      |
| AV                 | 92 | Stephan El Shaarawy | 106'     |
| Coach:             |    |                     |          |
| José Mourinho 120' |    |                     |          |

### Statistieken
| [ 11 ]                 | Sevilla FC | AS Roma |
| ---------------------- | ---------- | ------- |
| Doelpunten             | 1          | 1       |
| Gele kaarten           | 6          | 8       |
| Rode kaarten           | 0          | 0       |
| Wissels                | 6          | 6       |
| Schoten op doel        | 3          | 3       |
| Schoten naast doel     | 14         | 7       |
| Overtredingen          | 21         | 19      |
| Hoekschoppen           | 6          | 4       |
| Buitenspel             | 1          | 1       |
| Geslaagde passes       | 573        | 237     |
| Passnauwkeurigheid (%) | 83         | 70      |
| Balbezit (%)           | 64         | 36      |
| Gelopen kilometers     | 144,6      | 152,6   |

## Nasleep
Sevilla FC was al recordhouder van de UEFA Europa League met zeges in 2006, 2007, 2014, 2015, 2016 en 2020 en voegde daar met de overwinning en zevende titel aan toe door ongeslagen te blijven in UEFA Europa Leaguefinales. Sevilla FC werd de zevende club die de UEFA Europa League won na eerder in het seizoen te zijn uitgeschakeld in de UEFA Champions League en de eerste sinds Atlético Madrid in 2018. José Mourinho verloor voor het eerst een Europese finale, na vijf finales te hebben gewonnen als trainer. José Luis Mendilibar werd met 62 jaar en 78 dagen de oudste winnende trainer van de UEFA Europa League sinds de naamsverandering in 2009.
Tijdens de finale werden er dertien gele kaarten gegeven aan spelers. Nooit eerder werden er meer gele kaarten gegeven in één UEFA Europa Leaguewedstrijd. Aan zeven spelers van AS Roma werden gele kaarten gegeven. Nooit eerder werd er in een UEFA Europa Leaguefinale zoveel gele kaarten gegeven aan één team in een UEFA Europa Leaguefinale. Het was de derde opeenvolgende finale in de UEFA Europa League die werd beslist met een strafschoppenserie.
Mendilibar, interim-trainer bij Sevilla FC, zei na afloop van de finale blij te zijn te hebben gewonnen voor de club, die een slechte tijd beleefde toen hij tien weken eerder werd aangesteld en dat de gelijkmaker de kracht had gegeven om door te gaan in het gevecht. Jesús Navas, aanvoerder van Sevilla FC, stelde dat hij boos zou worden als Mendilibar niet zou blijven als trainer. Yassine Bounou werd uitgeroepen tot man van de wedstrijd en vertelde dat hij een jaar vol emoties had beleefd vanaf het WK 2022. Mourinho zei na de finale dat het team van Sevilla FC meer talent had dan die van AS Roma en dat hij trots was. Ook Chris Smalling vertelde dat Mourinho trots was. De Spaanse media benadrukten de dominantie van Sevilla FC in de UEFA Europa League.
Vlak na de beslissende strafschop renden tientallen supporters van Sevilla FC het veld op, maar werd een complete veldbestorming tegengehouden door de politie.
Na afloop van de wedstrijd werd scheidsrechter Anthony Taylor op de parkeerplaats van het stadion door AS Roma-trainer Mourinho 'een schande' genoemd, omdat Mourinho vond dat Taylor in het nadeel van AS Roma had gefloten. Naar aanleiding van de woorden van Mourinho begon de UEFA een tuchtcommissie tegen de trainer. De dag na de wedstrijd werd Taylor met zijn familie door tientallen supporters van AS Roma belaagd op het vliegveld van Boedapest, waarbij een Italiaanse burger werd aangehouden op beschuldiging van mishandeling.